# TerraCycle
 (juin 2016).
Si vous disposez d'ouvrages ou d'articles de référence ou si vous connaissez des sites web de qualité traitant du thème abordé ici, merci de compléter l'article en donnant les références utiles à sa vérifiabilité et en les liant à la section « Notes et références ».
TerraCycle est une entreprise spécialisée dans le recyclage de déchets dits « non recyclables ». 
Créée en 2001 aux États-Unis par Tom Szaky et Jon Beyer,, le siège social de l’entreprise se trouve à Trenton dans le New Jersey. 
Dans vingt-et-un pays à travers le monde, TerraCycle crée des solutions de recyclage pour des déchets en organisant la collecte et le stockage de ces déchets, puis l’envoi dans des centres de recyclage partenaires.
TerraCycle s'affirme comme une société éco-capitaliste ou social business dont la finalité est à la fois sociale, du fait des dons associatifs qu’elle reverse ; et environnementale, du fait de son ambition d’« éliminer la notion de déchet ». Pour réaliser ces missions, l’intégralité des profits de TerraCycle est réinvestie dans le développement de l’entreprise.

## Histoire
Alors que Tom Szaky est étudiant à l’Université de Princeton, aux États-Unis, il décide de démarrer une production de vermicompost,,, un engrais naturel à base d'excréments de vers de terre. Pour cela, en 2002, il achète un système de compost d’une valeur de 20 000 $, et utilise les restes de cantine de son université pour nourrir les vers.

### Création et investissements (2001-2003)
Le financement initial provient de l’aide des membres de la famille de Tom Szaky et Jon Beyer ainsi que des récompenses gagnées lors de concours divers. D’autres investisseurs privés ont permis de financer l’entreprise : le premier d’entre eux fut Suman Sinha.

### Vermicompost (2004-2007)

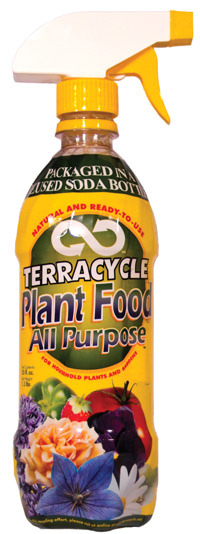
Une bouteille d'engrais TerraCycle

TerraCycle décide de vendre son engrais sous forme liquide pour des raisons pratiques. Le contenant de l’engrais est une bouteille de plastique usagée, notamment parce que l’entreprise n’a pas les moyens de se procurer des bouteilles neuves. L’entreprise fait appel à l’aide des écoles et associations locales pour obtenir des bouteilles usagées.
La société Coca-cola délivre à TerraCycle une licence qui lui permet d’utiliser ses bouteilles usagées en toute légalité. PepsiCo ne tarde pas à faire de même,,.
En 2004, les bouteilles d’engrais TerraCycle sont commercialisées dans les magasins Home Depot Canada et Walmart Canada. Comme l'entreprise se développe, TerraCycle déménage de Princeton à Trenton dans le New Jersey, pour des bureaux plus grands qui constituent encore aujourd'hui son siège social.
Face à la demande croissante d’engrais TerraCycle, le nombre de bouteilles de soda récoltées n’est plus suffisant. En 2005, TerraCycle crée alors sa première Brigade de récupération des déchets, la Brigade des bouteilles pour satisfaire les commandes passées par les commerçants. Les écoles et associations locales mobilisées pour collecter les bouteilles usagées obtiennent en échange de leurs efforts de petites donations.
La même année, Walmart États-Unis et Home Depot États-Unis commencent à commercialiser les bouteilles d’engrais TerraCycle.

### Expansion à l’international (2008-aujourd’hui)
En 2008, TerraCycle ouvre trois nouveaux marchés en Amérique : Brésil, Canada et Mexique. L’année suivante, le premier pays européen à intégrer TerraCycle est le Royaume-Uni.
En 2010-2011, grâce aux Brigades financées par Tassimo (recyclage des T-Discs) et Bic (recyclage des Instruments d’écriture), la présence européenne de TerraCycle s’étend : au total, 9 nouveaux pays s’ajoutent à la liste : France, Pays-Bas, Suisse, Espagne, Allemagne, Belgique, Danemark, Suède, Norvège. Dans le même temps, TerraCycle crée également des Brigades dans 2 autres pays : l’Argentine et l’Irlande.
En 2013, TerraCycle développe une branche en Nouvelle-Zélande. En 2014, c’est en Australie et au Japon que TerraCycle s’implante. Puis TerraCycle s’implante dans deux autres pays asiatiques les années qui suivent : Chine (2016), Corée du Sud (2017).
Suez annonce l’acquisition de 30 % en octobre 2016 des activités de TerraCycle Europe pour développer les programmes de recyclage en France, Belgique, Finlande, Suède, aux Pays-Bas et au Royaume-Uni.

## TerraCycle aux États-Unis

### Les premières Brigades sponsorisées par des grandes marques
En août 2007, Tom Szaky a l’idée de lancer des programmes de recyclage sponsorisés par des marques. La première brigade sponsorisée est lancée cette année-là : Capri Sun et Honest Kids financent le recyclage de leurs emballages de boissons. En même temps, TerraCycle lance deux nouveaux programmes, celui des yaourts et celui des barres énergétiques.
Cette même année, Jon Beyer, cofondateur de TerraCycle part de l’entreprise
En 2009, plus 25 nouvelles brigades de recyclage de déchets voient le jour aux États-Unis.

### La campagne de publicité Newsweek - Target[12]
En 2008, TerraCycle et les supermarchés Target lancent une campagne de publicité. La couverture d'un numéro de Newsweek consacré aux questions environnementales peut se transformer en une enveloppe à remplir de sacs en plastique Target usagés. Plus de 47 000 personnes renvoient leurs sacs plastiques à TerraCycle grâce à cette initiative. Ils sont ensuite recyclés pour créer des  sacs cabas composés exclusivement de sacs plastiques usagés.

### Recyclage des mégots de cigarette
L’année 2012 marque le lancement du premier programme mondial de recyclage de l’un des déchets les plus jetés au monde : les mégots de cigarette.

### Les Solutions Zéro Déchet (anciennes Boites Zéro Déchet)
En 2014, TerraCycle lance son nouveau programme de Boîtes Zéro Déchet, apportant ainsi une solution de recyclage complémentaire pour les déchets considérés comme non-recyclables.

### Livres et émission télévisée
En 2008 sort le 1er livre de Tom Szaky, Revolution in a Bottle : How TerraCycle is Redefining Green Business. L’année suivante, TerraCycle lance une série de deux épisodes, Garbage Moguls, diffusée sur National Geographic Channel. On y voit l’équipe de recherche de TerraCycle en pleine séance de travail, dont le bur est de trouver des idées d’upcyling pour des déchets plastiques, c’est-à-dire valoriser les déchets tout en conservant la forme et la matière de ceux-ci pour créer un nouveau produit.
En 2014, Tom Szaky publie son second livre, Outsmart Waste, dans lequel il explore les raisons de l’augmentation des déchets dans le monde et explique comment résoudre cette crise en éliminant la notion même de déchet.
L’année suivante, Make Garbage Great : Le guide familial de TerraCycle pour une vie zéro déchet, le 3e livre de Tom Szaky, est publié par Harper Design.
En 2014, TerraCycle signe avec la chaine américaine Pivot le lancement de sa propre série télévisée appelée "Human Resources" qui est diffusée pour la première fois en août 2014. La série fait découvrir les locaux originaux de TerraCycle USA ainsi que l’environnement de travail de manière comique.

## TerraCycle en France

### Les programmes de recyclage gratuits (anciennes Brigades)
Les collecteurs envoient leurs déchets à TerraCycle. Pour chaque unité reçue, ils se voient attribuer des points TerraCycle, convertibles en euros pour des associations ou écoles de leur choix, ou en cadeaux solidaires proposés par les associations partenaires de TerraCycle. Les matières collectées sont transformées en nouveaux produits de consommation courante ou en matériaux de construction.
Le premier programme en France est lancé en mars 2011 pour organiser des collectes d’instruments d’écriture usagés en partenariat avec la marque BIC.
Le deuxième programme voit le jour en septembre 2012 et concerne la collecte les T DISCS TASSIMO.
En 2013, TerraCycle lance la Brigade des gourdes de compote en collaboration avec Materne.
En 2014, de nouveaux programmes de recyclage voient le jour dont la collecte en magasins d’emballages cosmétiques l’Occitane et Melvita.
En 2015, en collaboration avec la biscuiterie St Michel,TerraCycle permet la collecte et le recyclage d’emballages plastique de biscuits et pâtisseries. La même année, les marques bio Danival et Lima lancent un programme de recyclage de certains de leurs emballages.
D'autres programmes de recyclage gratuits sont créés en 2016 : les marques Babybio et Vitabio (du groupe Vitagermine) permettent de recycler une partie de leurs emballages et les marques Lipton et T.O par Lipton permettent le recyclage de leurs capsules de thé et d’infusion.
En 2017, trois nouveaux programmes de recyclage viennent s’ajouter à la liste : les produits d’entretien ménager avec Febreze, les emballages en plastique des plats et snacks de la marque Good Goût et les emballages de produits de lessive avec l’Arbre Vert.

### Un programme de recyclage gratuit particulier : le programme de recyclage des plastiques de plage
Début 2016, TerraCycle et Procter & Gamble ont l’idée de fabriquer une bouteille de shampoing à partir de plastiques issus des plages.
En janvier 2017, lors du Forum économique mondial, Procter & Gamble, Suez et TerraCycle annoncent conjointement le lancement d’une bouteille de shampoing Head & Shoulders recyclable et composée de 25 % de plastique de plage recyclé.
Ce sont des organisations (associations, municipalités, ports…) collectent des déchets échoués sur les plages ou près des cours d’eau et les envoient à Suez qui les transforme en granulés de plastique recyclé. Ces derniers sont ensuite livrés aux fournisseurs de Procter & Gamble pour fabriquer des emballages de bouteilles de shampooing Head & Shoulders.
Début juin 2017, les premières bouteilles de shampoing Head & Shoulders sont commercialisées dans certains magasins Carrefour.

### Les Solutions Zéro Déchet
Mise en vente à partir de 2014, les Solutions Zéro Déchet sont un système de boîtes de collectes à destination des entreprises et collectivités. Elles concernent certaines catégories de déchets pour lesquelles il n’existe pas de solution : des bouchons d’oreille aux mégots de cigarette en passant par les CD/DVD.

### Les programmes de recyclage pour les déchets industriels
TerraCycle travaille avec des usines pour recycler de grands volumes de déchets.